# Primeiro milénio d.C.
O primeiro milénio d.C. começou no ano 1 d.C. e foi até o ano 1000. O primeiro milênio do Anno Domini ou Era Comum foi um milênio que abrangeu os anos 1 a 1000 (séculos I a X; em astronomia: JD 1721425,5 - 2086667,5). Nesse período, a população mundial cresceu mais lentamente do que durante o milênio anterior. Evoluiu de cerca de 200 milhões no ano 1 d.C. para cerca de 300 milhões no ano 1000. 
Na Eurásia Ocidental (Europa e Oriente Próximo), o primeiro milênio foi uma época de grande transição da Antiguidade Clássica para a Idade Média. O século I viu o auge do Império Romano, seguido por seu declínio gradual durante o período da Antiguidade Tardia, o surgimento do Cristianismo e as Grandes Migrações. A segunda metade do milênio é caracterizada como o início da Idade Média na Europa; e marcada pela expansão Viking no oeste e pela ascensão do Império Bizantino no leste.
No Leste Asiático, o primeiro milênio também foi uma época de grandes avanços culturais; ocorreu notadamente a expansão do Budismo para o Leste Asiático. Na China, a dinastia Han é substituída pela dinastia Jin; e mais tarde a dinastia Tang, até o século X, vê uma fragmentação renovada no período das Cinco Dinastias e dos Dez Reinos. No Japão, ocorreu um aumento acentuado da população quando o uso de ferramentas de ferro pelos agricultores aumentou sua produtividade e o rendimento das safras. A corte de Yamato foi estabelecida. O subcontinente indiano foi dividido entre vários reinos ao longo do primeiro milênio, até a formação do Império Gupta. O Islã se expandiu rapidamente da Arábia para a Ásia Ocidental, Índia, Norte da África e a Península Ibérica, culminando na Idade de Ouro Islâmica (700–1200 (calendário islâmico)).
Na Mesoamérica, o primeiro milênio foi um período de enorme crescimento conhecido como Era Clássica (200 d.C. – 900). Teotihuacan cresceu em uma metrópole e seu império dominou a Mesoamérica. Na América do Sul, as culturas costeiras pré-incas floresceram, produzindo trabalhos em metal impressionantes e algumas das mais belas cerâmicas já vistas no mundo antigo. Na América do Norte, a cultura do Mississippi cresceu no final do milênio nos vales dos rios Mississippi e Ohio. Inúmeras cidades foram construídas; Cahokia, o maior, era baseado no atual Illinois.
Na África Subsaariana, a expansão bantu atinge a África Austral por volta do século V. O comércio de escravos árabes se estendeu pelo Saara e pela costa suaíli no século IX.

## Antiguidade

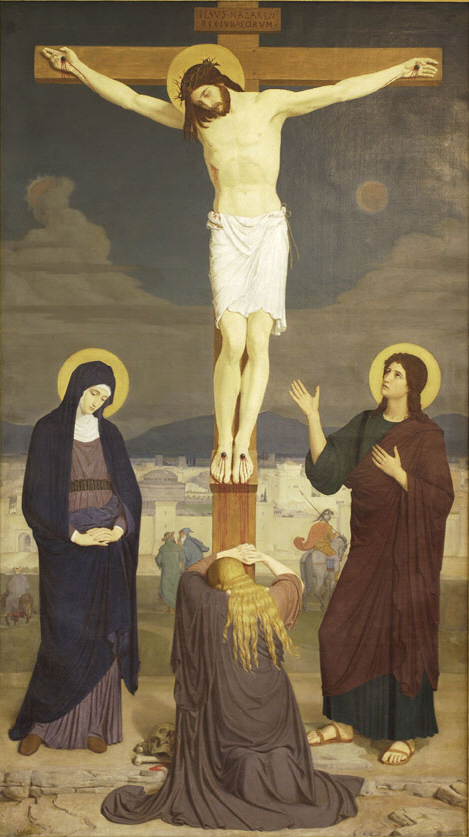
A crucificação e morte de Jesus. Ele é conhecido como uma das pessoas mais influentes de todos os tempos, por ter fundado o cristianismo, religião mais seguida do mundo, e seus ensinamentos serem considerados um dos pilares da civilização ocidental.

- 19 de agosto de 14 - Morte do imperador Augusto (r. 29 a.C. - 14 d.C.).[2]

- 30/33 - Paixão de Jesus (7/2 a.C. - 30/33 d.C.).[3]

- 30-48 - Fundação da Igreja Católica Apostólica Romana.[4]

- 18 de julho de 64 - Grande Incêndio de Roma sob o imperador Nero (r. 54 d.C. - 68).[5]

- 64-67 - Martírio de São Pedro, primeiro papa, e de São Paulo, grande propagador do cristianismo.[6][7]

- 66-73/74 - Primeira Revolta Judaica contra o Império Romano.[8]

- 69-70 - Ano dos quatro imperadores. Guerra civil entre Galba (r. 68-69}}, Otão (r. 69), Vitélio (r. 69) e Vespasiano (r. 70-79).[9]

- 70 - Destruição de Jerusalém por Vespasiano.[10]

- 90-100 - o Apóstolo João escreve o Apocalipse, último livro da Bíblia.[11]

- 115-117 - Segunda Revolta Judaica (Guerra de Quito) contra o Império Romano.[8]

- 8 de agosto de 117 - morte de Trajano; auge do Império Romano.[12]

- 135-137 - Terceira Revolta Judaica (Revolta de Barcoquebas) contra o Império Romano.[8]

- 17 de março de 180 - morte do imperador Marco Aurélio (r. 139–180);[13] fim da Pax Romana (27 a.C.–180 d.C.).[14]
- 193 - Cômodo, o último imperador da dinastia Antonina (96 - 193), é assassinado, o império mergulha numa sangrenta guerra civil e teve, num único ano, cinco imperadores: Pertinax, Dídio Juliano, Pescênio Níger, Clódio Albino e Septímio Severo. Este último fundou a dinastia Severa. Com os Severos, começou o processo de ruptura do equilíbrio interno e externo que assegurava a estabilidade.
- 200 - A produção agrícola dos grandes latifúndios começou a declinar, caindo também o lucro dos proprietários. com menos impostos a receber, em consequência da crise econômica, o Estado Romano viu-se obrigado a tomar uma série de medidas, limitando bastante os gastos e aumentando o valor dos impostos.
- Século III - Como saída para a crise, os proprietários rurais escolheram um novo sistema de arrendamento. Pelo novo sistema, os trabalhadores sustentavam-se com o próprio trabalho nos pedaços de terra fornecidos pelos donos. Em troca, tinham que trabalhar uns dias por semana para o proprietário. Esse tipo de arranjo tornava autossuficiente a produção de alimentos, mas dificultava a produção de excedentes para o comércio. Foram gradativamente transformados em colonos; plebeus da cidade, bárbaros que fugiam das guerras no mundo germânico, pequenos proprietários agrícolas e escravos que conseguiam obter seu pedaço de terra. A falta de gêneros alimentícios, a alta dos preços e o processo inflacionário trouxeram como consequência o êxodo urbano e o despovoamento das cidades. A crise provocada pela intervenção do exército nas lutas sucessórios enfraqueceu o poder imperial e destruiu a coesão político-militar do império para sempre.
- 235 - A morte do imperador Alexandre Severo, em 235, mergulhou o Império Romano na anarquia militar que se prolongou por meio século até 284. Impostos abusivos provocam tumultos e revoltas nas províncias.
- 250 - A crise financeira foi consequência do desequilíbrio entre a arrecadação fiscal do estado e sua despesa com a manutenção do aparelho administrativo e militar. Para cobrir os gastos governamentais, os imperadores desvalorizavam constantemente a moeda, provocando um aumento de 300% nos preços, o que por sua vez desencadeou um enorme surto de inflações galopantes.
- 260 - Divisão do império em três partes.
- 273 - Reunificação do império por Aureliano.
- 292 - A Civilização Maia atinge seu apogeu e expande seu contato por toda a região da Mesoamérica, incluindo a cidade de Teotihuacán, que era a maior aglomeração urbana na época, dessa forma, os maias iniciaram o Período Clássico nas Américas.
- 293 - Diocleciano estabelece a Tetrarquia e 12 dioceses.
- 300's - O declínio do comércio, da indústria e da agricultura provocou a agrarização da economia, que regrediu a níveis de mera subsistência, troca direta, pagamento em espécie e produção essencialmente rural. A sociedade se ruralizou e as populações urbanas refluíram para o campo, passando a viver nas grandes propriedades rurais, as vilas. Essa ruralização econômica e de descentralização política enfraqueceu o Império Romano e preparava para o surgimento do feudalismo nos anos 900s.
- 313 - Constantino dá liberdade de culto ao o cristianismo no império.
- 330 - Constantino muda a capital do império para Constantinopla.
- 337 - A morte de Constantino leva a novas lutas pelo poder.
- 350 -Dissolução do Reino de Cuxe.
- 380 - O cristianismo se torna a religião oficial do Império Romano.
- 395 - Teodósio proíbe outras religiões a serem praticadas e divide o império em dois.
- Século V - A sociedade na chamada Alta Idade Média (476 - 900) foi marcada por profundas mudanças políticas e sociais e pela ruralização da econômia. Violentas invasões bárbaras, insegurança e caos aumentaram e várias cidades e aldeias são saqueadas ou destruídas. Muralhas e castelos fortificados de pedra começaram a surgir por toda parte na Europa. A população caiu pela metade, de 60 milhões no ano 300 para 30 milhões por volta do ano 600.
- 407 - Grande invasão do Império Romano pelos alanos, vândalos e suevos.
- 410 - Roma é saqueada pelos godos.
- 451 - Batalha dos Campos Cataláunicos, os hunos são derrotados.
- 455 - Roma é saqueada pelos vândalos.
- 476 - Queda do Império Romano, fim da Antiguidade e início da Idade Média.

### Idade Média

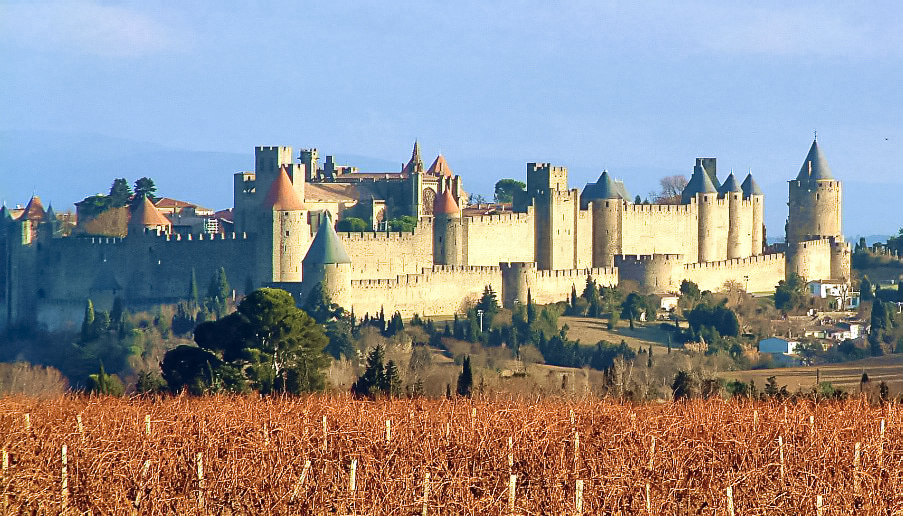
A cidade murada de Carcassona

- 496 - Clóvis, rei dos Francos, é o primeiro rei bárbaro a se tornar cristão.

- 500 - O Império de Tiahuanaco começa a florescer juntamente com a cultura de Wari, na Cordilheira dos Andes, realizando comércio e também cultos estatais.

- 511 - Morte de Clóvis, seu Reino é dividido entre seus quatro filhos.

- 535 - 536 - O mundo passou por um período de resfriamento extremo, causado por erupções vulcânicas gigantescas e o impacto de um cometa a um dos vulcões. O evento bloqueou a luz e o calor solar, que direta ou indiretamente levaram à mudança do clima, fome, migração, guerra, quebra de safra, e mudanças políticas no mundo inteiro. A temperatura do planeta já estava em declínio no século V, mas se acentuou no sexto após esses eventos, o resfriamento global causou também quebra de safra e seca na América Central, um pó amarelo estranho sobre a Ásia, uma densa neblina fria sobre a Europa, Oriente Médio e China, e queda no nível das águas dos oceanos devido ao aumento das geleiras.[carece de fontes?]

- 546 - Roma é saqueada e chacinada por Totila, reis dos Ostrogodos, durante a Guerra Gótica.

- 568 - Invasão lombarda da Itália.

- 573 - Inicio de importantes guerras civis entre os francos.

- 600 - Invenção da charrua no Noroeste Europeu, região entre os rios Senae Reno. O surgimento da charrua pesada de metal foi muito importante para a agricultura europeia, mas só se popularizou para outras regiões nos séculos IX e X.

- Séculos VI e VII - Expansão do Reino dos Francos.

- 603 - Nasce o futuro governante de Palenque, Pacal, o Grande.

- 613 - Clotário II torna-se rei de toda Gália, fim das guerras civis.

- 615 - Pacal, o Grande torna-se o novo governante de Palenque, aos seus 12 anos de idade.

- 632-670 - Surgimento do Islão.

- 632 - 710 - Oriente Médio e Norte da África entram em colapso sócio-econômico por causa das conquistas muçulmanas. Em um mundo já enfraquecido pelas guerras, exemplo: Império Bizantino x Império Sassânida.

- 653 - Conversão dos lombardos do arianismo ao cristianismo católico.

- 663 - Imperador bizantino Constantino II invade a Itália e saqueia Roma.

- 683 — XIII Concílio de Toledo na Espanha: institucionalização do triunfo nobiliárquico e da feudalização do Estado.

- 700 - A cidade de Teotihuacán, no Vale do México, vai entrando em declínio e sua população começa a diminuir rapidamente.

- 711 - Partidários de Vitiza fazem acordo com os árabes muçulmanos do Marrocos para lutar contra o rei Rodrigo, seu pai, mas o general sarraceno quebra o acordo e começa a invadir o Reino Visigótico em 712.

- 712-718 - Invasão da Península Ibérica pelos muçulmanos. Resistência e início da Reconquista ibérica cristã. Pagãos se aliam aos cristãos contra os invasores. A insegurança aumenta abruptamente.

- 712 — O general árabe Muça ibne Noçáir invade Medina, Sidônia e Sevilha, e cerca Mérida, que resiste por muitos meses, rendendo-se, sob pacto, em junho de 713.

- 714 — Segunda campanha de Muça ibne Noçáir: após ter-se reunido com Tárique em Toledo (aí passando o inverno de 713-714) toma Burgos, Leão, Astorga, Lugo e talvez Viseu: realiza novas campanhas no território da Lusitânia — Évora, Santarém e Coimbra.

- 716 — Partidários do califa e substituído por Alhure ibne Abdal Ramane, que completa a invasão da Península Ibérica a oriente, na Catalunha.

- 718 - Alhure ibne Abdal Ramane completa a invasão a norte, Pelágio comanda uma revolta e expulsa os mouros das Astúrias.

- 721 — Eudes, duque da Aquitânia, bate os muçulmanos diante de Toulouse.

- 732 — Batalha de Poitiers: vitória de Carlos Martel, duque de Austrásia e Eudes, duque de Aquitânia, sobre os muçulmanos. Morte de Abderraman.

- 735 — Os muçulmanos tomam Arles.

- 737 — Os muçulmanos tomam Avinhão e assolam o vale do Ródano até Lyon.

- 741 - Inicio da Dinastia carolíngia com Carlos Martel.

- 747 - Nascimento de Carlos Magno.

- 750 - Teotihuacán é completamente abandonada.

- 759 — Pepino, o Breve expulsa os muçulmanos instalados no sul da França e retoma Narbona.

- 768-841 - Império Carolíngio.

- 772-782 - Carlos Magno conquista todo o resto da Germânia, o nordeste da Espanha e o Reino Lombardo na Itália.

- 780-802- Líder de um império guerreiro bárbaro-romano, Carlos Magno selecionou um grupo de 12 pares para formar seu conselho de guerra, ele também aprovou uma série de normas escritas, conhecidas como capitulares, que reuniam os usos e costumes adotados pelos francos. Para administrar cada região, o Império Carolíngio contou com muitos funcionários e nobres, os que se destacaram foram os condes (responsáveis pelos territórios conhecidos como condados) e os marqueses (responsáveis pelos territórios nas fronteiras do império, isto é, as marcas). Os marqueses tinham várias funções, dentre os quais convocar e organizar as tropas, cobrar tributos e zelar pela manutenção de estradas e pontes. Em troca da fidelidade e desses serviços, condes, duques, marqueses e outros vassalos recebiam o beneficium do imperador, ou seja, eles passaram a exercer poder local, havia também o missi-dominici, inspetores do soberano que viajavam pelo território para fiscalizar os administradores locais, também eram proprietários de terra. Os camponeses, por sua vez, não tinham propriedades e deviam trabalhar nas terras e pagar impostos.

- 785 — Carlos Magno chega ao nordeste da Espanha e retoma Gerona.

- 793 - Primeiro ataque viquingue em Lindisfarne no nordeste da Inglaterra. Com barcos, guilhos e velas, os viquingues percorriam longas distâncias atacando por mar ou pelos rios.

- 795 - Os viquingues chegaram à Irlanda. Os viquingues se estabeleceram na costa norte de Espanha, lutando ao lado do rei das Astúrias contra os sarracenos.

- 800 - Renascença Carolíngia - Carlos Magno queria restaurar o Império Romano do Ocidente, e por isso mandou construir escolas para resgatar a cultura latina adormecida nas antigas cidades da Gália, buscando reviver o saber clássico estabelecendo os programas de estudo a partir das sete artes liberais: o trivium, ou ensino literário (gramática, retórica e dialética) e o quadrivium, ou ensino científico (aritmética, geometria, astronomia e música), foram construídos vários monumentos arquitetônicos inéditos e inspirados na arquitetura romana dos quais quase nenhum ficou de pé depois das invasões e fragmentação do Império em 843. A produção cultural carolíngia chegou a superar a do Mundo Islâmico e bater os concorrentes do Alandalus, mas a economia carolíngia era estagnada, fechada e feudal, na verdade, dês do século IV diversos fatores haviam dificultado o comércio e a vida urbana na Europa. Por conta disso e outros fatores como as invasões, a Renascença Carolíngia não deu muito certo, pois o terreno não era apropriado e somente o Renascimento Comercial e Urbano dos séculos XI e XII é que construiriam esse 'terreno' para sustentar uma Renascença Cultural e Cientifica por volta dos 1500.

Inicio do século IX - População europeia para de declinar, se estabiliza e começa a crescer vagarosamente a partir da década de 850. Apesar da violência, a população crescia, pois as doenças e a fome havia diminuído bastante, além disso, a Charrua agrícola estava se expandindo.
- 801 - Carlos Magno reconquista Barcelona e funda a Marca Hispânica.

- 809 — Carlos Magno recupera Tarragona e Lérida e ultrapassa o rio Ebro: é a consolidação da Marca Espanhola.

- 813 — Grande Rebelião popular ibérica contra os mouros no sul da Espanha, focos de resistência.

- 827 - Primeiros ataques sarracenos á Sicília, no sul da Itália.

- 841 - Os constantes ataques aliados com disputas sucessórias levaram ao fim a efêmera unidade territorial, todo litoral ficou muito inseguro e as cidades tiveram que ser fortificadas com grossas muralhas, mas não se conseguia garantir a defesas locais, então foram construídos vários Castelos, muitos sem autorização real. Castelização e Feudalização (850-900).

- 843 - Tratado de Verdun: o território é dividido em três pelos filhos de Luís, o piedoso. Condes, duques, marqueses, barões e outros passam a ter crescente importância, forte descentralização política.

- 844-972 - Ataques muçulmanos enfraqueceram o Sul da França e romperam seus laços com o resto da Gália e Itália.

- 846 - Os sarracenos atacam Roma e saqueiam.

- 850 - Surgimento de Castela.

- 866 — Fernando Gonzalez funda o Condado de Castela, que se estende até o rio Douro.

- 868 - Surgimento do Condado de Portucale, o Condado Portucalense que dará origem a Portugal.

- 871 — Reconquista de Coimbra pelos cristãos. Condado de Coimbra

- 878 — Hermenegildo Mendes, conde de Coimbra, repovoa a cidade.

- 896 - Os magiares começam seus ataques e saques na Europa Centro-Ocidental.

Algum momento incerto do século IX - Invenção da pólvora.
- 900 - Insegurança geral, novas invasões e guerras feudais, a violência e insegurança generalizada aumentou de tal maneira que a vida só se tornou possível junto aos castelos fortificados.

Século X - Diminuição da violência. A sociedade feudal se estabeleceu em sua plenitude. O clima mais quente após os 900 favoreceu a produção de comida, fazendo que a população ficasse mais resistente a doenças e aumentasse.
- 911 - Duques germânicos apossaram-se do poder, dando origem a monarquia de caráter eletivo e mais descentralizado na Germânia.

- 922 — O Condado de Aragão é incorporado ao reino de Pamplona, já fragmentado em vários condados e ducados feudais.

- 930 - Os Toltecas invadem o norte da Península de Yucatán, dominando as cidades de Chichén Itzá, Mayapán e Uxmal, que agora passam a ser parte de seu império.

- 936 - Oto I, duque da Saxônia, é eleito rei da Germânia e com o apoio dos condes. Oto I conquistou o direito de investidura de bispos. Dessa maneira, diminuiu o poder e a influência dos grandes duques, acelerando a Feudalização, pequenos senhores feudais ganharam grande autonomia, que foi bastante comemorado pelas populações locais, já que serão melhor governados e a defesa contra invasões será mais eficiente e rápido.

- 936-1002 - Renascença Otoniana.

- 950-1000 - Série de inovações tecnológicas no Ocidente medieval como a substituição do sistema bienal pelo sistema trienal [necessário esclarecer], o surgimento do moinho de vento no norte da Europa, a substituição do boi pelo cavalo e do arado pela charrua quadrúpla de metal traçado a dois cavalos, os animais de carga tiveram seus cascos calçados com ferraduras, e sobre os rios foram construídos pontes pênseis. A tração animal passou a ser melhor aproveitado com a atrelagem em fila, e a criação da coleira no peitoral do animal. Além disso, a trégua de deus imposta pela Igreja, reduziu a violência entre a população e cessaram as invasões bárbaras na década de 950. O crescimento demográfico gerou, simultaneamente, mais mão-de-obra para produzir. Devido a isso, as áreas de cultivos foram ampliadas com a derrubada de florestas e a drenagem de pântanos. Mas aumentar a produção corresponderia um novo tributo cobrado pelo senhor feudal, desestimulando a produção de excedentes pelos servos, esses que também produziam qualquer objeto mobiliário, que necessitassem, de móveis a agasalhos de lã ou tintas para tecido e outros.

- 987 - Fim da dinastia carolíngia, já bastante enfraquecida. Poder dos reis copetíngios é apenas simbólico.

- 990 - A expansão demográfica chocava-se com o imobilismo do sistema feudal, baseado em unidade produtiva auto-suficiente de subsistência não-monetária que reduzia o interesse pelas inovações. Não ocorreu o aumento de produtividade necessário para satisfazer a crescente população, e na medida em que o sistema como um todo não podia mais sustentar o excedente populacional, muitos acabaram sendo marginalizados e expulsos dos feudos. A marginalização social atingiu não apenas servos como também nobres sem terra, os servos buscavam sobreviver ocultando-se em bosques, reocupando antigos centros urbanos abandonados ou fundando novos. Aos poucos, renasciam e cresciam as atividades urbanas, especialmente o artesanato e o comércio. Entre os anos 1000 e 1150, a exploração camponesa se intensificou e fugir dos feudos se tornou tentador, ainda mais tendo para onde ir, principalmente artesãos, tintureiros, tecelões, sapateiros, curtidores e outros servos empreendedores em alguma função que abandonaram o trabalho vinculados a terra para ser mercadores.